# Покровская улица (Витебск)
Покровская улица — улица, расположенная в западной части Витебска, в Железнодорожном районе. Протяжённость улицы составляет 600 метров, от улицы Советской Армии до улицы 1-го Жореса. Пересекается с 1-й улицей Красина и улицей Кондратьева.

## История

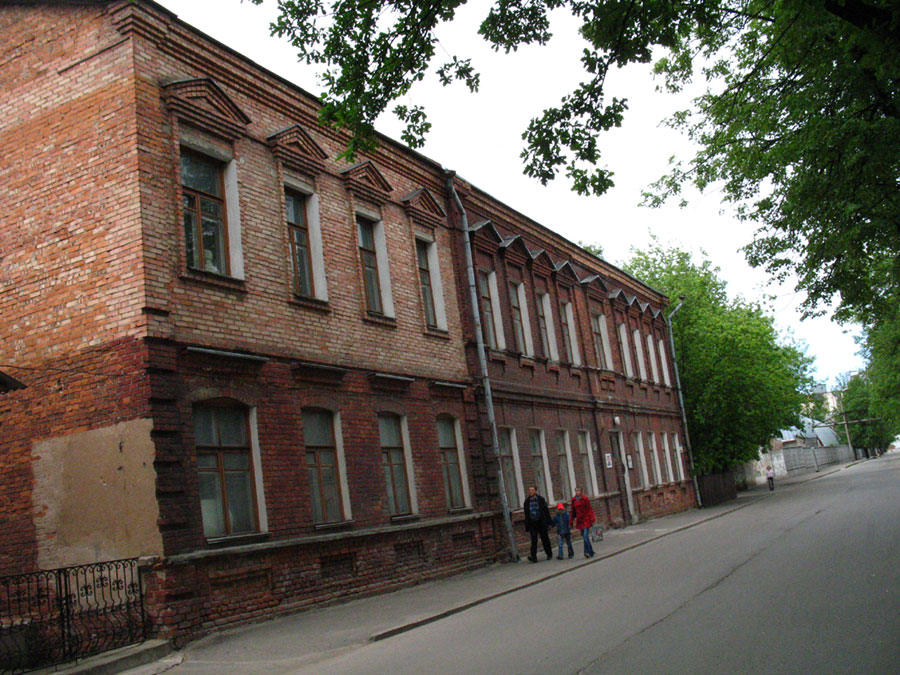
Библиотека имени Якуба Коласа

Покровская улица образовалась в конце XVIII — начале XIX веков. Свое название получила от деревянной Покровской церкви, построенной в конце XVIII века и просуществовавшей до 1860-х годов. В 1850-х годах улица была разделена на 1-ю и 2-ю Покровские улицы, которые в начале XX века стали именоваться соответственно Большой и Малой Покровскими улицами. В те времена улица в северном направлении была на 200 метров длиннее современной и вела к обнесенной рвом Ильинской площади. В начале XX века на улице располагались табачно-соломенная фабрика и паровая установка по производству масла. С 1927 до начала 1990-х годов называлась улицей Дзержинского.

## Застройка
- 1 — Историк Историко-культурная ценность Беларуси, код 213G000059 код 213G000059о-культурная ценность Беларуси, шифр 213Г000059
- 3 — Историк Историко-культурная ценность Беларуси, код 213G000059 код 213G000059о-культурная ценность Беларуси, шифр 213Г000059

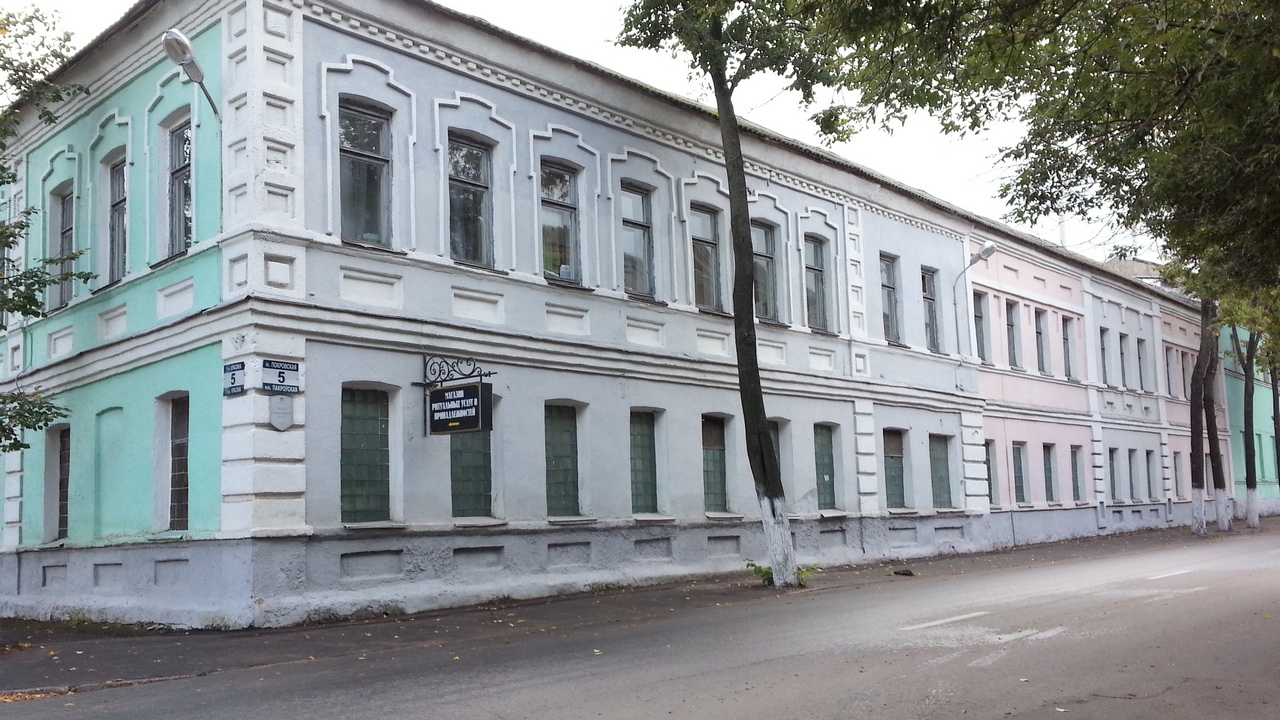
Покровская, 5

- 5 — Историк Историко-культурная ценность Беларуси, код 213G000059 код 213G000059о-культурная ценность Беларуси, шифр 213Г000059
- 6 — Историк Историко-культурная ценность Беларуси, код 213G000059 код 213G000059о-культурная ценность Беларуси, шифр 213Г000059
- 7 — Историк Историко-культурная ценность Беларуси, код 213G000059 код 213G000059о-культурная ценность Беларуси, шифр 213Г000059
- 8 — Историк Историко-культурная ценность Беларуси, код 213G000059 код 213G000059о-культурная ценность Беларуси, шифр 213Г000059

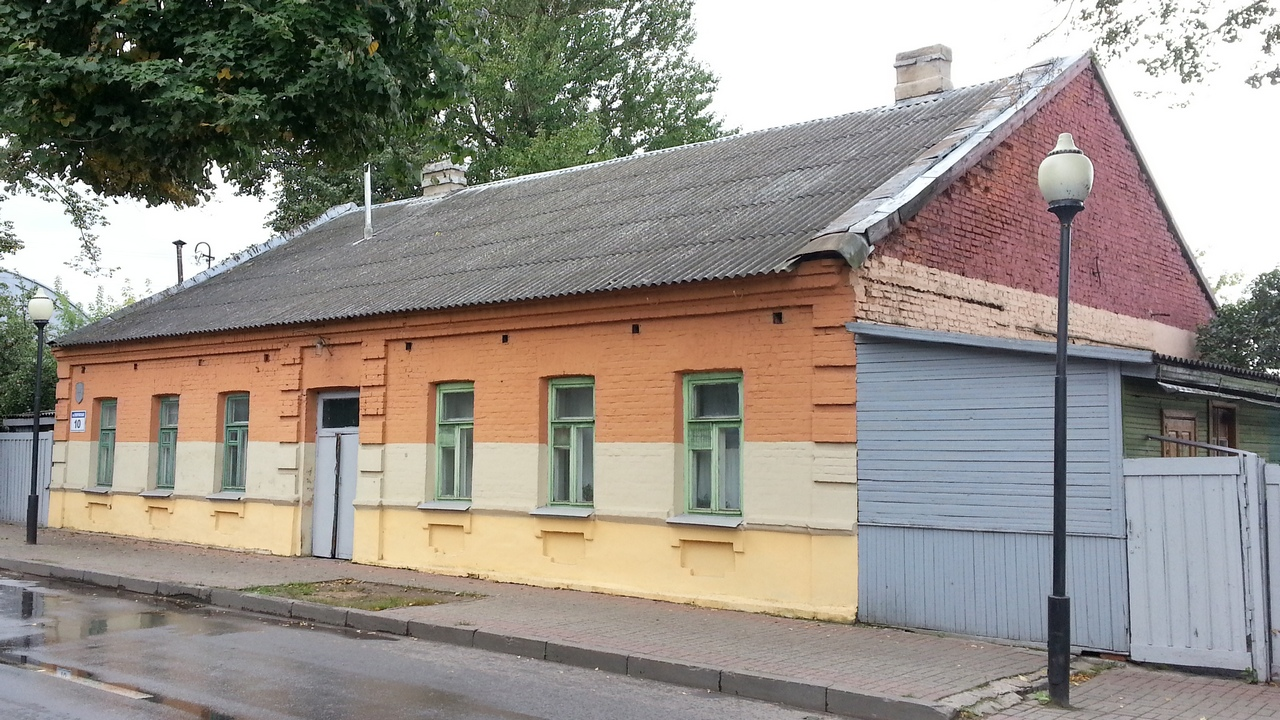
Покровская, 10

- 10 — Истори Историко-культурная ценность Беларуси, код 213G000059 код 213G000059ко-культурная ценность Беларуси, шифр 213Г000059
- 11 — Дом-музей Марка Шагала, построенный в начале XX века — Историк Историко-культурная ценность Беларуси, код 213Д000060 код 213Д000060о-культурная ценность Беларуси, шифр 213Д000060

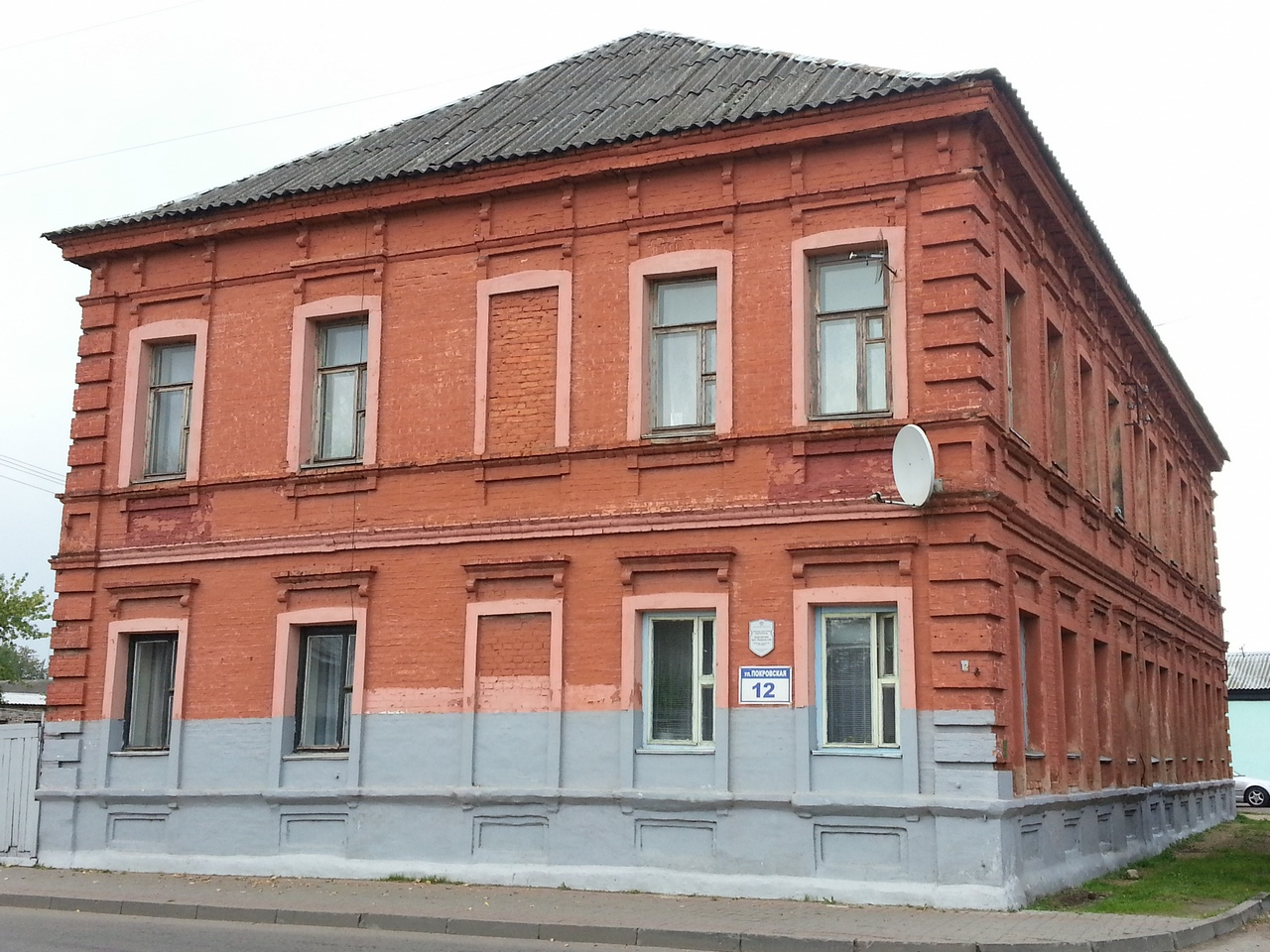
Покровская, 12

- 12 — Историк Историко-культурная ценность Беларуси, код 213G000059 код 213G000059о-культурная ценность Беларуси, шифр 213Г000059